# Gazeta do Comércio
O jornal Gazeta do Comércio foi o mais antigo semanário do então estado de Mato Grosso, Brasil.
Criado pelo jornalista Elmano Soares, seu editor-chefe, e Bernardo de Oliveira Bicca, foi publicado pela primeira vez em 10 de outubro de 1920, em oficinas próprias na cidade de Três Lagoas.
Devido às fortes críticas feitas em seu jornal a políticos treslagoenses e da região, Elmano Soares sofreu perseguição política, tendo por muitas vezes se afastado do jornal para proteger sua vida.
O Gazeta do Comércio foi um dos mais conceituados jornais do Bolsão Sul-Matogrossense e do oeste paulista.
Após a prematura morte de Elmano Soares em 1938, o jornal pertenceu a Júlio Mário Abott de Castro Pinto.